# Negativicutes
Negativicutes es una clase inusual de bacterias. Fue agrupada hasta hace poco como familia con el nombre de Acidaminococcaceae dentro de Clostridia, su agrupación se justifica principalmente por estudios genéticos, que los colocan en Bacillota. Apoyando esta clasificación, varias especies son capaces de formar endosporas. Sin embargo, se diferencian de la mayoría de los otros Firmicutes por ser Gram-negativos, pues la composición de su envoltura celular es peculiar.
Los miembros de esta familia son todos anaerobios obligados, y se encuentran en hábitats tales como ríos, lagos e intestinos de vertebrados. Se presentan en formas esféricas, tales como Megasphaera y Veillonella, o con forma de bacilos curvados, típicos de Selenomonas y Sporomusa. Selenomonas tiene forma de media luna característica, con los flagelos insertados en el lado cóncavo, mientras que Sporomusa es similar pero no móvil. Sus nombres se refieren a esta morfología distintiva: "selene" significa la luna y "musa" significa el plátano. El nombre de Selenobacteria también refiere a este grupo.